# PTRD
El PTRD (acrónimo de ProtivoTankovoye Ruzhyo Degtyaryova, "fusil antitanque Degtiariov" en ruso) era un fusil antitanque producido y empleado desde inicios de 1941 por el Ejército Rojo durante la Segunda Guerra Mundial.

## Desarrollo y características
En 1939, la Unión Soviética capturó varios centenares de fusiles antitanque polacos Maroszek Kb Ur wz.35, los cuales demostraron su efectividad durante la Campaña de Polonia. El diseñador de armas ruso Vasili Degtiariov desarrolló rápidamente un fusil antitanque en el que empleó una copia del cerrojo de este y varias características del fusil antitanque alemán Panzerbüchse 38 Cuando la guerra comenzó con Alemania en julio de 1941 el Ejército Rojo emitió requerimientos urgentes de un arma antitanque portátil y de bajo costo, apta para el uso de infantería. 
El PTRD era un fusil monotiro con bípode que disparaba la munición 14,5 × 114 mm  con balas de acero endurecido o con núcleo de tungsteno. Aunque incapaces de penetrar el blindaje frontal de los tanques alemanes, eran efectivas contra los delgados flancos de los carros de inicios de la guerra como los Panzer I, II, Pz.Kpfw.35(t) y Panzer 38(t)  y los cañones autopropulsados. La bala antiblindaje de 66 g BS-41 calibre 14,5 mm tenía una velocidad en boca de 1114 m/s. Podía penetrar planchas de blindaje con un espesor de 35-40 mm a una distancia de 100 m según el tipo de proyectil empleado. Durante el inicio de la invasión a la Unión Soviética, la mayoría de tanques alemanes tenían blindajes laterales con un espesor menor a 40 mm Panzer I y Panzer II: 13-20 mm, Panzer 35(t): de 8 a 25 mm, Panzer 38 (t): de 8 a 30 mm). Pero fue completamente ineficaz contra los modelos Panzer III, IV y modelos posteriores.

## Historial de combate

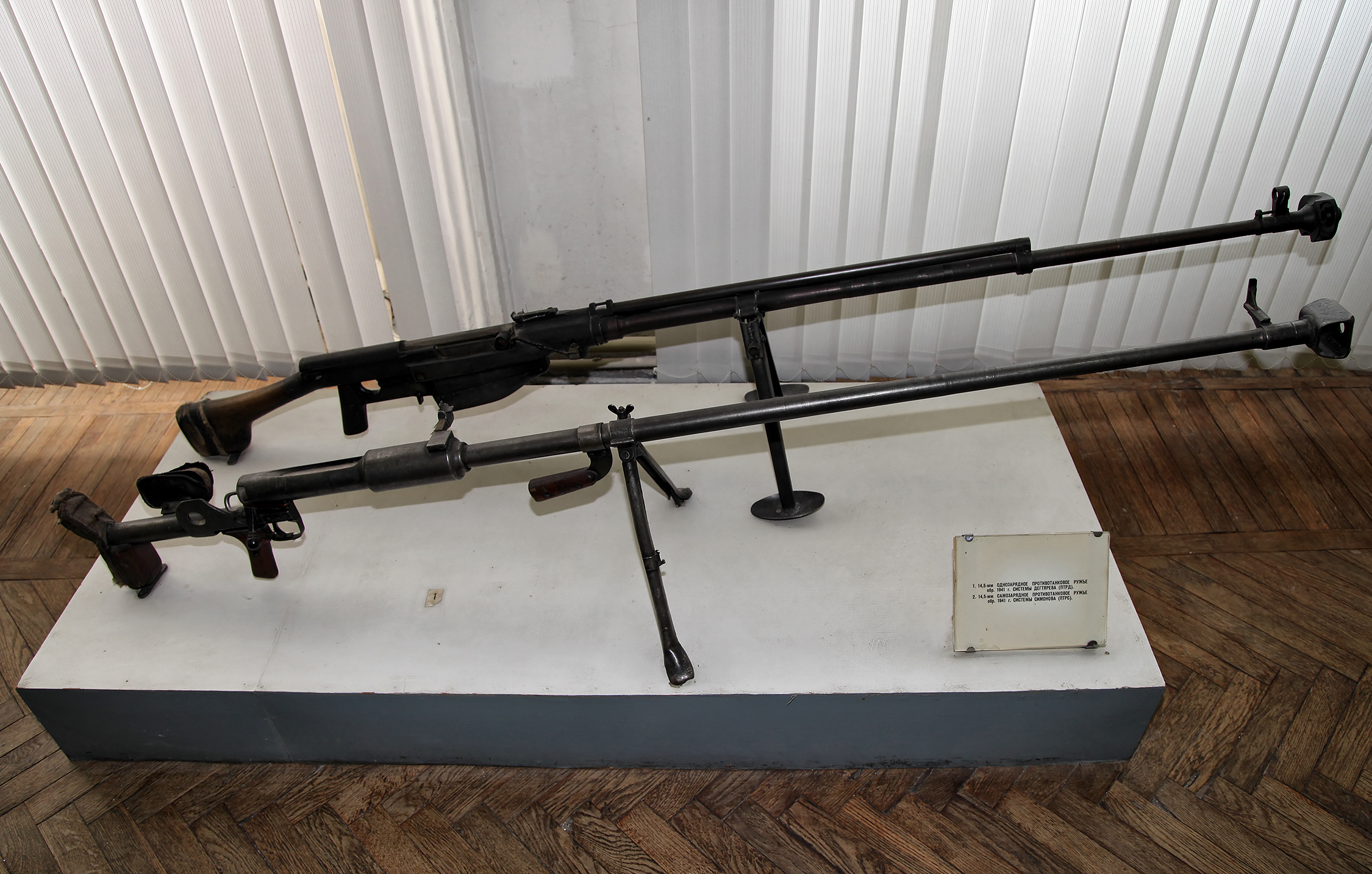
Fusiles antitanque PTRS (arriba) y PTRD (abajo).

El PTRD y el PTRS-41 fueron las únicas armas antitanque portátiles disponibles hasta la llegada de las bazucas estadounidenses a través de las ayudas "Préstamo y Arriendo" Lend-Lease. Los tiradores armados con el PTRD trataban de impactar puntos débiles tales como las orugas o los visores de los tanques que tenían un blindaje demasiado grueso para ser destruidos. Unos 190.000 de estos fusiles fueron fabricados en la Unión Soviética entre 1941 y 1942, cuando la rápida evolución de los blindajes alemanes hizo que este fusil antitanque quedara obsoleto. El PTRD todavía era efectivo contra los vehículos con menos blindaje, como tanques ligeros, camiones-oruga blindados, automóviles blindados y camiones. Una gran desventaja del PTRD era el hecho de ser un fusil monotiro que producía un gran fogonazo, delatando la posición del equipo antitanque. Por otro lado, los equipos antitanque armados con fusiles se podían ocultar con mucha facilidad. Finalmente, el PTRD fue reemplazado por los lanzacohetes antitanque RPG-2. 
Para hacer frente a la amenaza de los equipos de fusileros antitanque soviéticos, los alemanes desarrollaron las planchas de blindaje llamadas "Schürzen" ("faldas") y las agregaron a sus tanques a partir de 1943. Erróneamente se cree que estas planchas eran empleadas para hacer frente a los proyectiles HEAT. Las "Schürzen" eran simples fragmentos delgados de blindaje, con un espesor de apenas 8-10 mm, remachadas o colgadas de un riel que iba sobre los flancos de la carrocería o la torreta. Durante las pruebas, demostraron ser efectivas tanto contra los fusiles antitanque soviéticos como los proyectiles explosivos de hasta 75 mm. Incluso si las planchas llegaban a ser penetradas o separadas del tanque por la explosión, el blindaje principal apenas sufría daños menores. 
Tras la Segunda Guerra Mundial, el PTRD fue ampliamente empleado por las tropas norcoreanas y chinas en la guerra de Corea. Durante este conflicto, William Brophy, un oficial de artillería del ejército estadounidense, montó el cañón de un PTRD capturado a una ametralladora M2 Browning para examinar la efectividad de los disparos a gran distancia. El arma demostró ser efectiva a un alcance de 1.828,8 m (2.000 yardas).